# Podróż apostolska Jana Pawła II do Albanii
58. podróż apostolska Jana Pawła II odbyła się 25 kwietnia 1993 roku. Papież odwiedził Albanię.

## Przebieg pielgrzymki i nawiązanie do polityki
Jan Paweł II przybył do Albanii rok po pierwszych wolnych wyborach, prawie trzy lata po oświadczeniu prezydenta Albanii: Nie może być mowy o tym, aby komukolwiek zabraniano być wierzącym!
Pierwszy niekomunistyczny prezydent Albanii, Sali Berisha, powitał na lotnisku w Tiranie papieża słowami: Bóg wysłuchał Twych modłów! Dziś przybywasz do wolnej Albanii. I my, i przyszłe pokolenia zachowamy dla Ciebie wdzięczność!
W katedrze w Szkodrze papież wyświęcił czterech albańskich biskupów (pierwszych od 50 lat). Zostali nimi kapłani w podeszłym już wieku, którzy spędzili wiele lat w komunistycznych obozach i więzieniach. W kazaniu papież stwierdził: Oto na waszą ziemię powraca Eucharystia. Powraca Kościół, który jak za czasów cesarstwa rzymskiego wychodzi z katakumb i w pełni radości z odzyskanej swobody ogłasza: Pan zmartwychwstał! Pan rzeczywiście zmartwychwstał!.
Papież dokonał także wmurowania kamienia węgielnego pod odbudowę zniszczonego sanktuarium Matki Bożej Dobrej Rady. W czasie pielgrzymki papież wypowiadał słowa, w których ostro potępiał to, co działo się w Albanii w czasie rządów komunistów.

Tego, co wydarzyło się w Albanii, nigdy wcześniej nie odnotowano w historii. I nikt nie interweniował na rzecz ludzi, których pozbawiono wszystkiego, nawet ich osobistej godności, człowieczeństwa i wolności. Ten dramat interesuje Europę, która nigdy nie powinna go zapomnieć...